# Мађарска реформатска црква и зграда парохијског дома у Руменки
Мађарска реформатска црква и зграда парохијског дома у Руменки под заштитом су државе и убрајају се у споменике културе у категорији непокретних културних добара од великог значаја.
Црква је по службеним подацима црквене општине саграђена је 1836. године а наводи се и 1844. као година подизања. У складу са принципима Реформаторске цркве, избегнута је свака сувишна декорација, грађевина је изведена у духу неокласицизма као једнобродна са двоспратним звоником над западним прочељем. Како вера наглашава чистоту и скромност тако је бојење спољних и унутрашњих зидова белом бојом избегнута и сувишна декорација. Простор храма оживљен је проповедаоницом на канелираном стубу са капителом у облику лотосовог цвета, балконом на западној страни, који почива на стубовима, и ограђеним простором уз главни улаз, чије су доње партије изведене у комбинацији са три лучно засведена отвора. 
Уз цркву је подигнута, између 1780. и 1786. године, зграда за становање управитеља имања грофа Харика из Футога. У овом приземном објекту са тремом, отвореног аркадама на дорским стубовима, данас је смештен парохијски дом. Током 2000. године извршени су санациони радови на архитектури.